# ザ・ダークネス
ザ・ダークネス（The Darkness）は、イングランド出身のロック・バンド。
ハイトーンボイスを多用したボーカリスト ジャスティンの個性的な歌唱法とパフォーマンスや、1970年代風のハードロック・スタイルが特徴のグループ。往年のリスナーをはじめ、幅広い支持を得ている。

## 略歴
北ロンドン周辺で殆どの土曜日にライブを行っていた彼らは当初「エンパイア」というプログレ・バンド（ジャスティン、ダン、フランキー）で活動していたが、ジャスティンが叔母の経営するパブのカラオケ大会に出場し、クイーンの『ボヘミアン・ラプソディ』を1行も狂わずに歌い、そんなジャスティンのスター性を弟のダンが感じ取った事をきっかけに、ホーキンス兄弟の学友であるエド・グラハムが参加して「ザ・ダークネス」が誕生する。
2003年、デビュー・アルバム『パーミッション・トゥ・ランド』をリリース。このアルバムは全英アルバムチャート初登場2位にランクイン（後に4週連続1位を獲得）。「注目の新人」としてイギリスでは注目された。『ケラング!』アワードで2部門受賞するだけでなくマーキュリー・アワードに「レディオヘッド」や「コールドプレイ」らと共にノミネートされている。同年、初来日公演を開催。
2005年5月23日、ベーシストのフランキー・ポーレインがザ・ダークネスからの脱退を発表、新メンバーとして翌月6月13日にリッチー・エドワーズが加入した。同年、セカンド・アルバム『ワン・ウェイ・チケット・トゥ・ヘル…アンド・バック』をリリース。
2006年10月、ジャスティンが薬物問題とその治療のため引責脱退した。3人はバンド名を変更すると発表。ザ・ダークネスは事実上の解散となる。残留メンバーは、トビー・マクファーランドを迎えて2007年11月に「ストーン・ゴッズ」を始動。ジャスティンは2008年に、自身の新バンド「ホット・レッグ」を開始した。
2011年3月15日、バンドは公式に再結成を発表。同年に行われたダウンロード・フェスティバルへの参加を発表した。さらにLOUD PARK11にも出演。
2012年には、再結成後初のアルバム『ホット・ケイクス』をリリース。レディー・ガガのワールドツアーの前座も行っている。
2014年、ドラマーのエド・グラハムが脱退、その後、エミリー・ドーラン・デイヴィスが加入。
2015年4月、ドラマーのエミリー・ドーラン・デイヴィスが脱退。5月にルーファス・テイラーが新ドラマーとして加入。ルーファスはクイーンのドラマーであるロジャー・テイラーの息子であることで知られる。同月、3年ぶりの4thアルバム『ラスト・オブ・アワ・カインド』をリリース（このアルバム製作時には前ドラマーのエミリーが参加している）。
2017年、5thアルバム『パインウッド・スマイル』をリリース。
2019年10月、6thアルバム『イースター・イズ・キャンセルド』をリリース。

## スタイル
ボーカルのジャスティン・ホーキンスはテクニックやパフォーマンスに異常なまでの拘りがあり、「選ばれた人間による音楽であったロックを貶めた」と、しばしば専門誌においてパンクやグランジに対して敵対的ともいえる発言を行っている。
また、「エアロスミス」「クイーン」「AC/DC」「デフ・レパード」「ザ・カルト」等、1970年代から1980年代にかけてのロックンロールの影響を語っており、とりわけエアロスミスとAC/DCについては「1989年にスティーヴン・タイラーによって人生を変えられ、その後はAD/DCから多大なるインスピレーションを受けた」と語っている。

## メンバー

### 現ラインナップ
2018年時点
- ジャスティン・ホーキンス (Justin Hawkins、1975年3月17日 - ) - ボーカル、ギター、キーボード (2000年– )
- ダン・ホーキンス (Dan Hawkins、1976年12月12日 - ) - ギター、バッキングボーカル (2000年– )
- フランキー・ポーレイン (Frankie Poullain、1967年4月15日 - ) - ベース、バッキングボーカル (2000年–2005年、2011年– )
- ルーファス・テイラー (Rufus Taylor、1991年3月8日 - ) - ドラムス、バッキングボーカル (2015年– )

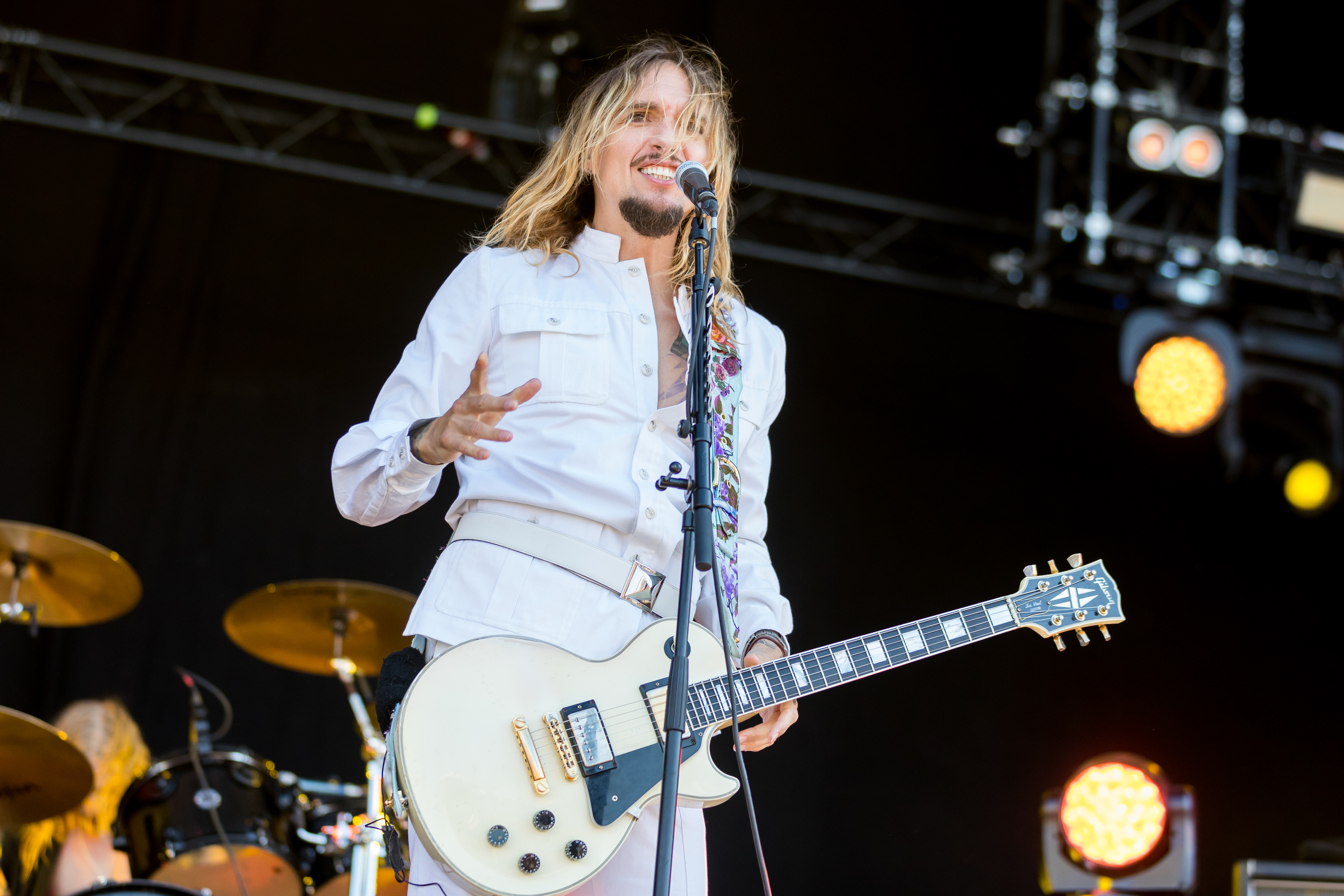
ジャスティン・ホーキンス(Vo/G) 2018年
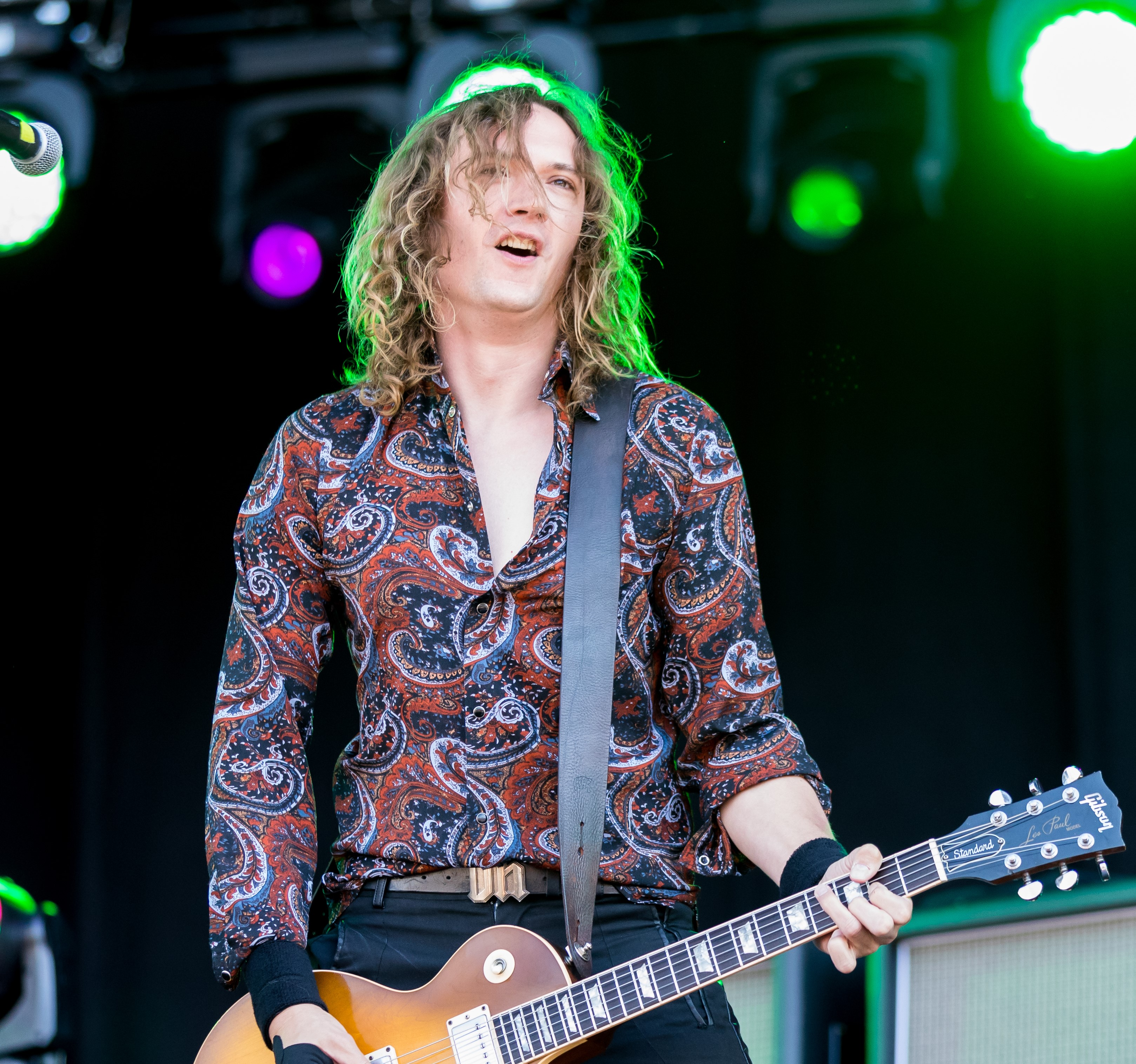
ダン・ホーキンス(G) 2018年
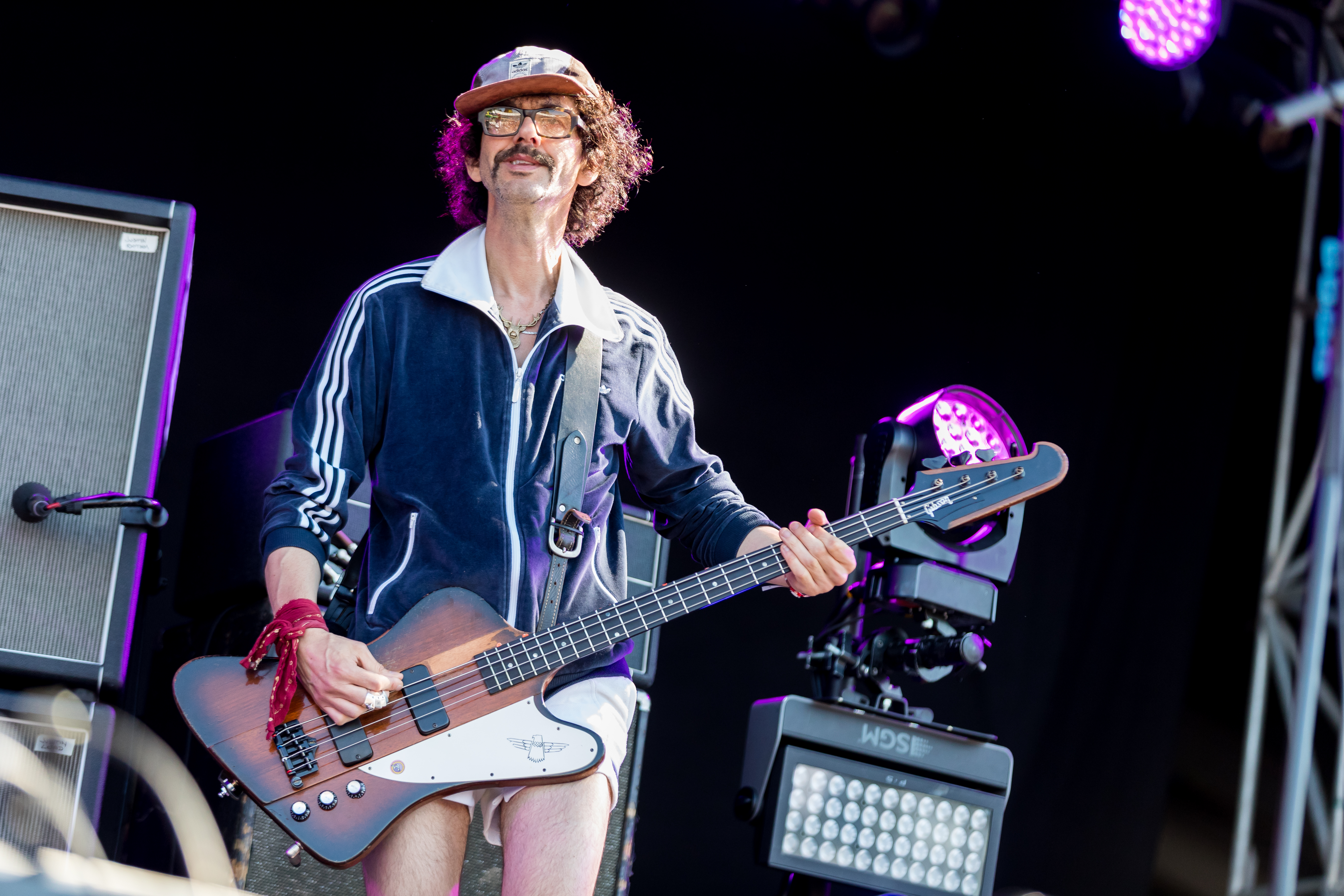
フランキー・ポーレイン(B) 2018年
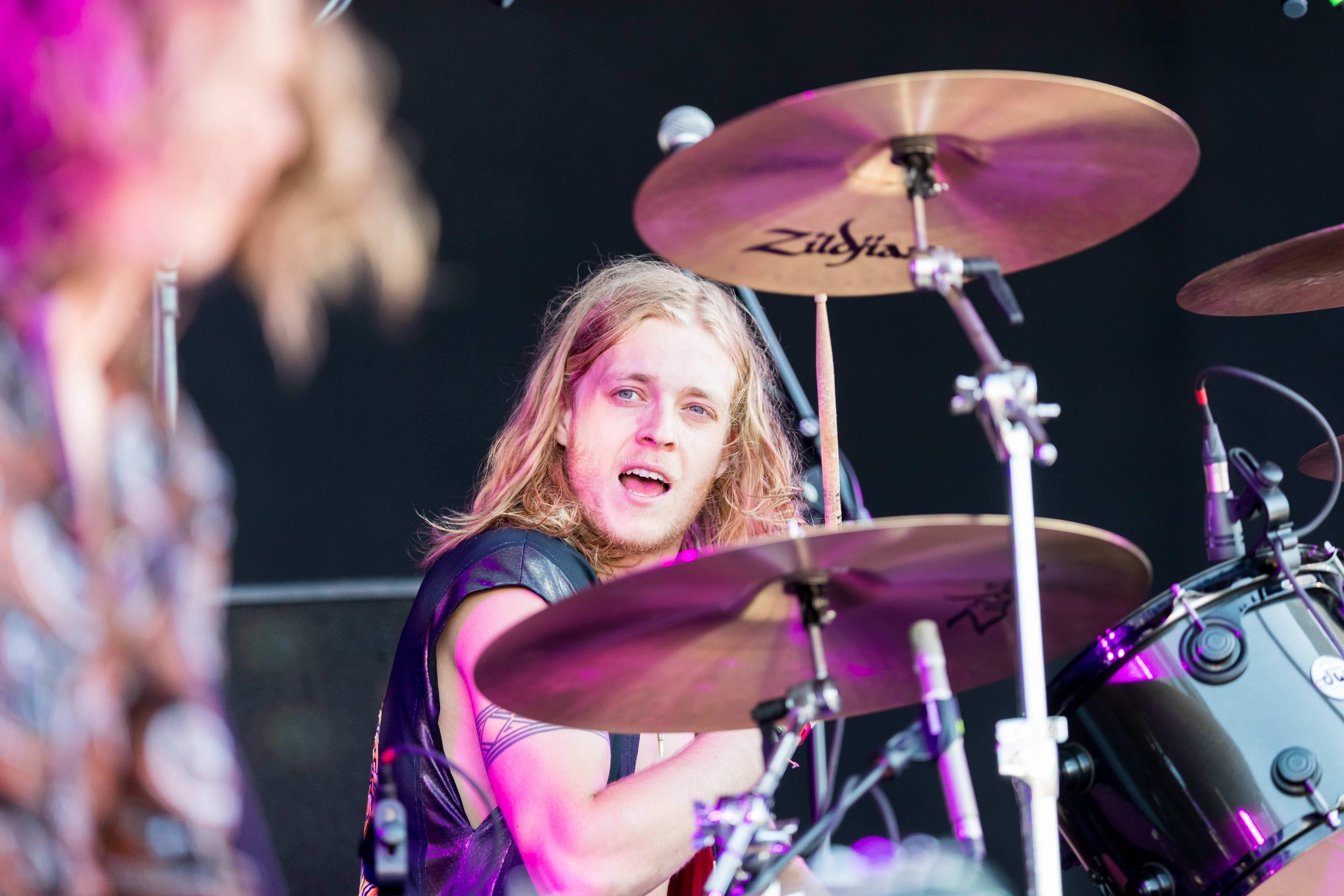
ルーファス・テイラー(Ds) 2018年

### 旧メンバー
- クリス・マクドゥーガル (Chris McDougall) – ギター (2000年)
- エド・グラハム (Ed Graham、1977年2月20日 - ) – ドラムス (2000年–2006年、2011年–2014年)
- リッチー・エドワーズ (Richie Edwards、1974年9月25日 - ) – ベース、バッキングボーカル (2005年–2006年)
- エミリー・ドラン・デイヴィーズ (Emily Dolan Davies) – ドラムス (2014年–2015年) ※女性ドラマー

## 来日歴
- 2003年

11月25日 大阪CLUB QUATTRO、11月26日 東京ZEPP TOKYO、11月27日 名古屋CLUB QUATTRO
- 2004年

5月23日 MTV Video Music Awards Japan 2004 （東京ベイNKホール）
- 2006年

4月20日 大阪IMPホール、4月21日 名古屋CLUB DIAMOND HALL、4月22日 東京STUDIO COAST
- 2011年

10月15日 LOUD PARK11 さいたまスーパーアリーナ

## ディスコグラフィ

### スタジオ・アルバム
| 年                                        | タイトル                                                                             | アルバム詳細                                                                                            | チャート最高位 | チャート最高位 | チャート最高位 | チャート最高位 | チャート最高位 | チャート最高位 | チャート最高位 | チャート最高位 | チャート最高位 | チャート最高位 | 認定                                                                            |
| 年                                        | タイトル                                                                             | アルバム詳細                                                                                            | UK             | AUS            | AUT            | FIN            | GER            | IRE            | JPN            | SWE            | SWI            | US             | 認定                                                                            |
| ----------------------------------------- | ------------------------------------------------------------------------------------ | --- | -------------- | -------------- | -------------- | -------------- | -------------- | -------------- | -------------- | -------------- | -------------- | -------------- | ------------------------------------------------------------------------------- |
| 2003                                      | パーミッション・トゥ・ランド Permission to Land                                      | - 発売日: 2003年7月7日 - レーベル: Atlantic - フォーマット: CD, LP - 全英売上: 150万枚                  | 1              | 17             | 40             | 17             | 19             | 2              | 5              | 8              | 59             | 36             | - UK: 4× プラチナ - AUS: プラチナ - CAN: プラチナ - NZ: プラチナ - US: ゴールド |
| 2005                                      | ワン・ウェイ・チケット・トゥ・ヘル…アンド・バック One Way Ticket to Hell... and Back | - 発売日: 2005年11月28日 - レーベル: Atlantic - フォーマット: CD, LP                                    | 11             | 25             | 44             | 31             | 32             | 20             | 26             | 22             | 48             | 58             | - UK: ゴールド                                                                  |
| 2012                                      | ホット・ケイクス Hot Cakes                                                           | - 発売日: 2012年8月20日 - レーベル: Canary Dwarf - フォーマット: CD, digital download                   | 4              | 15             | 24             | 46             | 16             | 14             | 50             | 30             | 20             | 43             |                                                                                 |
| 2015                                      | ラスト・オブ・アワ・カインド Last of Our Kind                                        | - 発売日: 2015年5月25日 - レーベル: Canary Dwarf - フォーマット: CD, digital download                   | 12             | 23             | 53             | 41             | 56             | 49             | 57             | —              | 43             | 125            |                                                                                 |
| 2017                                      | パインウッド・スマイル Pinewood Smile                                                | - 発売日: 2017年10月6日 - レーベル: Cooking Vinyl - フォーマット: CD, LP, cassette, digital download    | 8              | 17             | —              | —              | —              | —              | —              | —              | 90             | 190            |                                                                                 |
| 2019                                      | イースター・イズ・キャンセルド Easter Is Cancelled                                   | - 発売日: 2019年10月4日 - レーベル: Cooking Vinyl Canary Dwarf - フォーマット: CD, LP, digital download | 10             | 22             | -              | -              | 60             | 31             | 242            | -              | 79             | -              |                                                                                 |
| "—"は未発売またはチャート圏外を意味する。 |                                                                                      | |                |                |                |                |                |                |                |                |                |                |                                                                                 |

### ライブ・アルバム
- 『ライヴ・アット・ハマースミス』 - Live at Hammersmith (2018年)

### コンピレーション・アルバム
- 『プラチナム・ベスト』 - The Platinum Collection (2008年)